# Utricularia catolesensis
Utricularia catolesensis är en tätörtsväxtart som beskrevs av G.L.Campos. Utricularia catolesensis ingår i släktet bläddror, och familjen tätörtsväxter. Inga underarter finns listade i Catalogue of Life.